# Chiesa di San Francesco Grande (Forlì)
La chiesa di San Francesco Grande è un'antica chiesa di Forlì, oggi distrutta. Sorgeva presso l'attuale piazza Cavour; adiacente era l'antico ospedale Casa di Dio. Con i materiali recuperati dalla demolizione, nel 1790 viene edificata la chiesa di San Francesco Regis, di stile neoclassico.

## Storia
La chiesa era sorta con il convento urbano dei Francescani, iniziata nel 1250 e ultimata nel 1266. 
Nel Quattrocento divenne sede della tomba dei membri della famiglia Ordelaffi. Sinibaldo fece trasportare da Venezia all'interno della chiesa le spoglie dei genitori, Francesco e Cia, che, dopo aver ricevuto solenni esequie nella scomparsa chiesa di Sant'Agostino, erano state deposte in un sontuoso sepolcro (1381). Nel 1422 era stato seppellito qui Giorgio Ordelaffi, nel 1423 sua madre Venanzia, nel 1448 Antonio e nel 1466 Cecco e nel 1467 Caterina Rangoni Ordelaffi.
Nel 1483 Girolamo Riario fece costruire i chiostri.
Nel 1488 furono qui celebrati i funerali di Girolamo Riario, marito di Caterina Sforza, poi seppellito nella chiesa del Piratello a Imola. La chiesa divenne poi luogo di sepoltura anche per altre importanti famiglie, come i Riario stessi e gli Accarisi e altri nomi noti della Forlì del Quattrocento.
Nel 1797 gli stessi Francescani iniziarono la demolizione della chiesa, danneggiata da un terremoto, con il progetto di costruirne una nuova, ma furono interrotti dalle soppressioni napoleoniche, che all'inizio dell'Ottocento decretarono la chiusura della chiesa e la dispersione delle opere d'arte in essa contenuta. Il complesso divenne in parte ricovero per la Cavalleria e poi in parte Scuole del Ginnasio. 
Nel 1815, acquistati dal privato Luigi Belli, i resti di convento e chiesa vennero definitivamente atterrati.

## Descrizione
La chiesa misurava 75 metri di lunghezza e aveva un transetto lungo circa 20 metri, configurandosi quindi come una croce latina con facciata rivolta verso sud.
La chiesa era stata decorata da artisti famosi. Francesco Menzocchi dipinse cinque opere per questa chiesa: Il Padre Eterno, Maria, e i santi Gioacchino e Anna (1526, Cappella Xeli); San Giovanni Evangelista che indica a Ettore Menghi, fondatore della chiesa e del convento, i santi Francesco e Domenico che sostengono la chiesa labente (cappella Menghi, a destra dell'entrata); Deposizione dalla Croce (cappella Sassi); Adorazione dei Magi con i ritratti immaginari di Caterina Rangoni e Pino Ordelaffi (cappella Briccioli); Madonna con due vescovi e Sant'Antonio.
Secondo quanto afferma Vasari vi lavorò anche il pittore Pace da Faenza, realizzando un albero di croce e una tavoletta a tempera con storie della vita di Cristo e quattro storie della vita di Maria.
Tra le sepolture signorili, era di particolare importanza quella di Caterina Rangoni Ordelaffi morta nel 1467. La lapide che aveva costituito il fastigio della sua tomba è conservata nella Chiesa di San Francesco Regis: vi si nota il doppio stemma (dei Rangoni e degli Ordelaffi) e una ghirlanda sostenuta da un angelo.
La cappella più ricca era la Cappella Lombardini, costruita per ospitare la tomba del dottor Bartolomeo Lombardini, medico forlivese particolarmente attivo come mecenate, celebre anche per aver curato Girolamo Riario e Cesare Borgia. La cappella era stata progettata da un architetto ravennate, su progetto di Marco Palmezzano. La cupola era stata affrescata da Gerolamo Genga fra il 1518 e il 1520. Raffigurava al centro l'Agnus Dei con intorno Angeli, Troni, Patriarchi, Sante e Santi per un totale di 94 figure. Sempre di Genga si trovava all'ingresso la raffigurazione del Padre Eterno, degli Apostoli, di altri Santi e del simbolo dello Spirito Santo. Il sepolcro, addossato a una parete in basso e la recinzione, entrambi in pietra d'Istria, erano opera di Pietro Barilotto, scultore di Faenza. L'altare era affrescato e conteneva una tavola di Palmezzano. Il pavimento, di eccezionale qualità e bellezza, è firmato da un non ancora identificato "Petrus" e riporta due date: 1513 e 1523. Dopo lo smantellamento della chiesa (1793), gli eredi dei Lombardini, i Monsignani, lo trasferirono nello loro villa di Pievequinta, a sua volta demolita nel 1862. Messo sul mercato, la maggior parte fu acquistata da un collezionista inglese, Charles D.E. Fortnum. Così, oggi, oltre mille mattonelle sono conservate nel Victoria and Albert Museum.